# Цирюлик, Дмитрий Леонидович
Дмитрий Леонидович Цирюлик (род. 11 января 1963, Донецк) — бывший главный редактор «Экспресс-газеты».

## Биография
Дмитрий Цирюлик родился 11 января 1963 года в Донецке, Украинская ССР. В 1989 году окончил факультет журналистики МГУ. Некоторое время издавал оппозиционную газету «Наша губерния ежедневная». Также работал корреспондентом московской областной газеты «Ленинское знамя», специальным корреспондентом газеты «Подмосковье» и главным директором газеты «Поле чудес».
Женат, имеет двух дочерей.